# Serraca yuwanina
Serraca yuwanina là một loài bướm đêm trong họ Geometridae.